# Borneo-Berghörnchen
Das Borneo-Berghörnchen (Sundasciurus everetti, Syn.: Dremomys everetti) ist eine Hörnchenart aus der Gattung der Sunda-Baumhörnchen (Sundasciurus). Es kommt auf der Insel Borneo vor.

## Merkmale
Das Borneo-Berghörnchen erreicht eine Kopf-Rumpf-Länge von etwa 15,5 bis 17,5 Zentimetern bei einem Gewicht von etwa 130 Gramm. Der Schwanz wird 9,8 bis 10,0 Zentimeter lang und ist damit deutlich kürzer als der restliche Körper. Die Tiere sind oberseits dunkelbraun mit einer leichten Sprenkelung. Die Bauchseite ist grau mit sandfarbenen Haaren mit weißen Spitzen. Der Schwanz ist schwarz mit rotspitzigen Haaren.

## Verbreitung
Das Borneo-Berghörnchen kommt im nördlichen Borneo in den malaiischen Bundesstaaten Sarawak und Sabah sowie dem indonesischen Kalimantan vor. Die Höhenverbreitung liegt oberhalb von 975 Metern.

## Lebensweise
Über die Lebensweise des Borneo-Berghörnchens liegen nur wenige Angaben vor. Es ist ein bodenlebendes (terrestrisches) Hörnchen und lebt vor allem in Primärwäldern des Hochlands, kommt jedoch auch in Sekundärwaldbeständen und Obstplantagen vor. Es ernährt sich vor allem von Insekten, die bei Stichproben etwa 35 % der Nahrung ausmachten, sowie von Regenwürmern, Früchten, Nüssen, Blättern und Knospen.

## Systematik
Das Borneo-Berghörnchen wird als eigenständige Art innerhalb der Gattung der Sunda-Baumhörnchen (Sundasciurus) eingeordnet, die aus 18 Arten besteht. Die wissenschaftliche Erstbeschreibung stammt von Oldfield Thomas aus dem Jahr 1890, der die Art anhand von Individuen vom Mount Penrisen im westlichen Sarawak, Malaysia, beschrieb. Ursprünglich wurde das Borneo-Berghörnchen den Rotwangenhörnchen (Dremomys) zugeordnet, nach neueren molekularbiologischen Untersuchungen steht es jedoch in einer nähere Verwandtschaft zu den Arten der Sunda-Baumhörnchen und wird entsprechend in dieser Gattung als Sundasciurus everetti zugeordnet.
Innerhalb der Art werden neben der Nominatform keine Unterarten unterschieden.

## Status, Bedrohung und Schutz
Das Borneo-Berghörnchen wird von der International Union for Conservation of Nature and Natural Resources (IUCN) als nicht gefährdet (Least concern) eingeordnet. Begründet wird dies durch das häufige Vorkommen der Art, vor allem in Höhenlagen die vom Lebensraumverlust wenig betroffen sind. Es wird zudem als anpassungsfähig gegenüber Störungen und Habitatveränderungen angesehen.